# Oostvoorns
Het Oostvoorns (autoniem Svôres) is een klein streekdialect dat men vanouds spreekt in het Nederlandse Oostvoorne en zijn omgeving. Het behoort niet tot het Hollands maar tot het Zeeuws.
In dialectonderzoeken die het Zeeuws betreffen wordt het Oostvoorns vaak weggelaten: het komt zelfs niet voor in het Woordenboek der Zeeuwse Dialecten, dat de dialecten van Goeree-Overflakkee wél beschrijft. Toch was men zich er al redelijk vroeg van bewust dat er hier Zeeuws werd gesproken. Johan Winkler schreef in zijn Dialecticon (1872): "Het oostvoornsch helt in menig opzicht (...) naar het zeeuwsch over, zoo zelfs dat men het oostvoornsch eigenlijk niet onder de echte hollandsche tongvallen kan rangschikken."
De Zeeuwse eigenheid van dit dialect komt tot uiting in de uitspraak van de Standaardnederlandse ij en ui als ie en uu en in veel typische woorden en woordvormen. Het staat echter beduidend dichter bij het Hollands dan het nabije Goerees: zo hebben woorden die in het Hollands op een -ij eindigen in het Oostvoorns ook op een -ij: blij tegenover blieë. Men kan het Oostvoorns dus als een overgangsdialect beschouwen. Net als in het Goerees en Flakkees en in tegenstelling tot alle andere Zeeuwse dialecten spreekt men de h wel uit.
Sinds Winkler het Oostvoorns opnam in zijn Dialecticon is het merkbaar veranderd. In een nieuw voorbeeld uit 1996 werden de ie en uu tot een korte i en u: min "mijn" en hus "huis".
Mede door de sterke immigratiedruk vanuit Rotterdam verdwijnt het Oostvoorns snel. Dit staat in schril contrast met de sterke positie die het Zeeuws op Goeree-Overflakkee nog heeft.